# Ángeles Bravo (periodista)
María Ángeles Bravo Gil (1963) es una periodista española.

## Biografía
Es licenciada en Ciencias de la Información, rama de Periodismo, por la Facultad de Ciencias de la Información (Universidad Complutense de Madrid) en 1985.
Inició su actividad periodística en Radio Vigo-Cadena SER y en la emisora de FM, Ondas Galicia Vigo. Después, formó parte del equipo radiofónico de la UNED, realizando multitud de programas de corte educativo a través de las emisiones regulares de Radio 3 de RNE.
En 1988 se incorpora a Televisión Española. 
En ese año empieza como redactora y presentadora ocasional del informativo Buenos días. 
Entre 1996 y 1999, presentó el Telediario Matinal de TVE. Después, entre 1999 y 2003, ejerció como jefa del Área de Sociedad y Cultura de los Telediarios Fin de semana.
También ha presentado La 2 noticias y el Telediario 3.ª edición.Desde septiembre de 2007 hasta octubre de 2018 presentó La mañana en 24 horasdel Canal 24 horas, a la que vez que realizaba suplencias en el Telediario Matinal desde 2010 a 2012 y en Los desayunos de TVE de 2012 a 2014.
Desde octubre de 2012 a septiembre de 2019, presentó el programa sobre la Jefatura del Estado, Audiencia abierta en La 1.
Desde septiembre de 2019 hasta septiembre de 2021 fue redactora del Área de Sociedad de los Informativos de TVE.
Ha sido adjunta a la dirección del Área de Nacional de los Informativos de TVE entre septiembre de 2022 hasta marzo de 2023. 
Actualmente es presentadora en el Canal 24 horas las tardes de los fines de semana.